# العلاقات الكاميرونية الكورية الجنوبية
العلاقات الكاميرونية الكورية الجنوبية هي العلاقات الثنائية التي تجمع بين الكاميرون وكوريا الجنوبية.

## مقارنة بين البلدين
هذه مقارنة عامة ومرجعية للدولتين:
| وجه المقارنة                                              | الكاميرون                      | كوريا الجنوبية                                                          |
| --------------------------------------------------------- | ------------------------------ | ----------------------------------------------------------------------- |
| المساحة (كم2)                                             | 475.44 ألف                     | 100.30 ألف                                                              |
| عدد السكان (نسمة)                                         | 24.05 مليون                    | 51.47 مليون                                                             |
| الكثافة السكانية (ن./كم²)                                 | 50.58                          | 513.16                                                                  |
| العاصمة                                                   | ياوندي                         | سول                                                                     |
| اللغة الرسمية                                             | لغة فرنسية، لغة إنجليزية       | اللغة الكورية                                                           |
| العملة                                                    | فرنك وسط أفريقي                | وون كوري جنوبي                                                          |
| الناتج المحلي الإجمالي (بليون دولار)                      | 34.80 مليار                    | 1.53 تريليون                                                            |
| الناتج المحلي الإجمالي (تعادل القوة الشرائية) بليون دولار | 72.72 مليار                    | 1.75 تريليون                                                            |
| الناتج المحلي الإجمالي الاسمي للفرد دولار أمريكي          | 1.22 ألف                       | 27.22 ألف                                                               |
| الناتج المحلي الإجمالي للفرد دولار أمريكي                 | 2.97 ألف                       |                                                                         |
| مؤشر التنمية البشرية                                      | 0.512                          | 0.901                                                                   |
| رمز المكالمات الدولي                                      | +237                           | +82                                                                     |
| رمز الإنترنت                                              | .cm                            | .kr                                                                     |
| المنطقة الزمنية                                           | توقيت غرب أفريقيا، ت ع م+01:00 | توقيت كوريا الجنوبية، ت ع م+09:00، آسيا/سيول ‏، ت ع م+08:00، ت ع م+08:30 |

## منظمات دولية مشتركة
يشترك البلدان في عضوية مجموعة من المنظمات الدولية، منها:
| علم المنظمة | اسم المنظمة                                                | تاريخ انضمام الكاميرون | تاريخ انضمام كوريا الجنوبية |
| ----------- | ---------------------------------------------------------- | ---------------------- | --------------------------- |
|             | مؤسسة التمويل الدولية                                      | 1 أكتوبر 1974          | 16 مارس 1964                |
|             | منظمة حظر الأسلحة الكيميائية                               | ?                      | ?                           |
|             | يونسكو                                                     | 11 نوفمبر 1960         | 14 يونيو 1950               |
|             | البنك الإفريقي للتنمية                                     | ?                      | ?                           |
|             | الأمم المتحدة                                              | 20 سبتمبر 1960         | 17 سبتمبر 1991              |
|             | المنظمة الهيدروغرافية الدولية                              | ?                      | ?                           |
|             | منظمة الشرطة الجنائية الدولية                              | ?                      | ?                           |
|             | البنك الدولي للإنشاء والتعمير                              | 10 يوليو 1963          | 26 أغسطس 1955               |
|             | العملية المشتركة للاتحاد الأفريقي والأمم المتحدة في دارفور | ?                      | ?                           |
|             | الاتحاد البريدي العالمي                                    | ?                      | ?                           |
|             | مؤسسة التنمية الدولية                                      | 10 أبريل 1964          | 18 مايو 1961                |
|             | منظمة التجارة العالمية                                     | ?                      | ?                           |
|             | الفريق المعني برصد الأرض                                   | ?                      | ?                           |
|             | المركز الدولي لتسوية المنازعات الاستشارية                  | 2 فبراير 1967          | 23 مارس 1967                |
|             | وكالة ضمان الاستثمار متعدد الأطراف                         | 7 أكتوبر 1988          | 12 أبريل 1988               |

## وصلات خارجية
- موقع وزارة الخارجية الكاميرونية
- موقع وزارة الخارجية الكورية الجنوبية